# Нікола Був'є
Нікола Був'є (народився 6 березня 1929 року в Лансі поблизу Женеви — помер 17 лютого 1998 року в Женеві) — швейцарський письменник, автор тревелогів, фотограф і журналіст. Завдяки своїми тревелогам він став культовим автором цього жанру. Він був другим президентом «Швейцарської фундації фотографії».

## Біографія

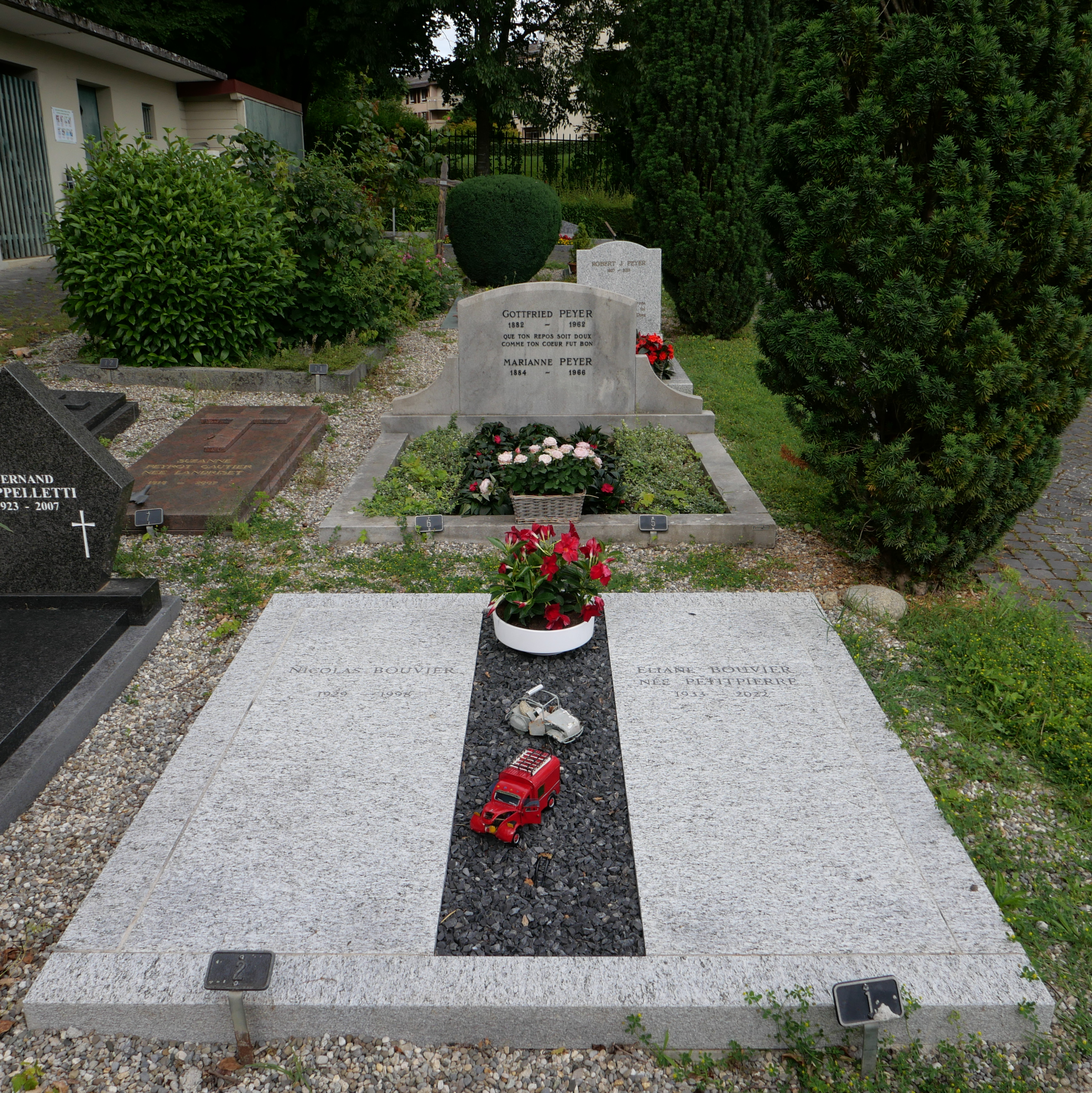
Могила 2024 рік

Нікола Був'є виріс у Женеві, де вивчав гуманітарні науки та право в Женевському університеті.
З 1949 по 1950 рік Був'є жив в Алжирі разом з художником Тьєррі Верне, з яким залишався близьким другом протягом усього життя.
У 1953 році Був'є кинув навчання. На Fiat Topolino він поїхав із Женеви до Югославії, де зустрів Верне. Разом вони вирушили через Туреччину, Іран, Пакистан до Кабулу. 20 жовтня 1954 року Верне полетів на Шрі-Ланку, де зустрів свою наречену. Тим часом Нікола Був'є продовжив свій шлях на автомобілі аж до Індії.
У 1955 році Був'є прибув на Шрі-Ланку і був змушений провести дев'ять місяців у портовому місті Ґалле через малярію. Потім він поїхав до Японії і повернувся до Швейцарії в 1956 році. Після повернення він написав L'usage du monde («Досвід світу»). У 1960-ті роки тривалий час проживав за кордоном — в Японії, Китаї та Кореї.
Після Мануеля Гассера Був'є з 1980 по 1983 рік був другим президентом «Фонду фотографії», який заснували Розелліна Буррі-Бішоф, Мануель Гассер, Ганс Фінслер та інші 4 травня 1971 року.
Свої яскраві враження від перебування на Шрі-Ланці Був'є опублікував лише 1981 року у книжці під назвою «Le poisson-scorpion» («Риба-скорпіон»). Документальний фільм 2005 року Крістофа Кюна «Нікола Був'є, Шпитальна вулиця № 22» відтворює ці колажні записи та поєднує їх з інтерв'ю зі свідками того часу та старими кінодокументами.
Свій останній спочинок Був'є знайшов на Новому кладовищі в Колонні. Поруч з ним була похована його дружина Еліан (1933—2022), дочка члена Національної ради Макса Петітп'єра і небога філософа Дені де Ружмона. Могила оздоблена двома моделями автомобілів легендарного Citroën 2CV, на якому Був'є здійснював свої подорожі світом.

## Твори
- Досвід світу, 1963
- Японська хроніка. 1975 рік
- Риба скорпіон. 1981 рік
- Зовні та зсередини. 1982 рік
- Journal d'Aran et d'autres lieux, 1990
- L'échappée belle, éloge de quelques pérégrins, 1996
- Le Vide et le Plein: carnets du Japon 1964—1970, ed. Грегорі Леруа, 2004
- з Thierry Vernet: Correspondance des routes croisées 1945—1964. Тексти записані, анотовані та представлені Даніелем Маджетті та Стефаном Петерманном. Видання Zoé, Женева 2010, ISBN 978-2-88182-675-7
- Знахідки мисливця за фотографіями. пер. Хільда і Рольф Фігут. Lenos, 2017 (перший: Zs. Le Temps stratégique, Женева, розділ «L'Image» у різних виданнях 1992—1997 рр.)

## Премії
- 1987: Prix Culture et Société de la Ville de Genève